# Ринок похідних цінних паперів
Ринок похідних цінних паперів — це фінансовий ринок, де торгують похідними цінними паперами, такими як ф'ючерсні контракти чи опціони.
Ринок похідних цінних паперів можна поділити на два: ринок біржових похідних паперів і роздрібний ринок похідних цінних паперів. Законодавче забезпечення кожного з ринків дуже відмінне одне від одного, також вони відрізняють тим як проводяться торги на кожному з них. Більшість агентів ринку торгують на обидвох ринках.
На ринку біржових похідних цінних паперів торгівля здійснюється через великі біржі, в той час як роздрібний ринок передбачає безпосереднє обумовлювання засад угоди між двома контрагентами.